# Hlaskover Rock
Hlaskover Rock – trzecia płyta polskiego zespołu street punkowego The Analogs, wydana w 2000 roku. Tytuł albumu jest wyrazem hołdu dla osoby Marka Hłaski, którego twórczość jest bardzo ceniona przez członków grupy.

## Lista utworów
1. Iwan (2:57)
2. Ukrzyżowani (2:42)
3. Idole (4:20)
4. Nie Chcą Zamieszek (2:48)
5. Max Schmelling (2:45)
6. Niemy Krzyk (2:48)
7. Dlatego Że (3:36)
8. Pierdolona Era Techno (3:08)
9. Dzieciaki Ulicy (3:43)
10. Dzieciaki Atakujące Policję cz.II (1:48)
11. Dziewczyny Z Brudnych Miast (3:26)
12. Futbol (3:01)
13. Hlaskover Rock (4:03)
14. Dzieciaki Atakujące Policje (bonus CD) (3:25)
15. Te Chłopaki (bonus CD) (2:28)
16. Sprzedana (bonus CD) (2:49)
17. Cena Za Życie (bonus CD) (2:47)
18. Historia (bonus CD) (3:06)

## Twórcy
- Dariusz "Smalec" Tkaczyk - śpiew
- Dariusz "Synuś" Stefański - gitara
- Grzegorz "Heniek" Król - gitara
- Paweł "Piguła" Czekała - gitara basowa
- Ziemowit "Ziemek" Pawluk - perkusja

### Gościnnie
- Sebastian "Elegancki" Heliniak - śpiew
- Zdzisław "Dzidek" Jodko - śpiew
- Joanna "Penera" Masojć - śpiew